# Corcelles-les-Arts
 Corcelles-les-Arts  es una población y comuna francesa, en la región de Borgoña, departamento de Côte-d'Or, en el distrito de Beaune y cantón de Beaune-Sud.

## Demografía
| 266 | 230 | 229 | 295 | 375 | 409 |
| Para los censos de 1962 a 1999 la población legal corresponde a la población sin duplicidades (Fuente: INSEE [Consultar]) |     |     |     |     |     |